# 류솔아
류솔아는 대한민국의 드라마 작가이다. 2020년 MBC 드라마 극본 공모전 우수상을 수상하였다.

## 극본

### 드라마
- 2021년 MBC 수목 드라마 《목표가 생겼다》
- 2024년 MBC 수목 드라마 《별이 빛나는 우리》